# Меньшиков, Вадим Владимирович
Вади́м Влади́мирович Ме́ньшиков (1931—2014) — советский и российский учёный, политический деятель, доктор медицинских наук (1965), профессор, заслуженный деятель науки РСФСР (1983).

## Биография
Родился в 1931 году в Москве. Член КПСС.
С 1955 года — на хозяйственной, общественной и политической работе. Аспирант, научный сотрудник, заведующий гормональной лабораторией в составе клиники госпитальной терапии лечебного факультета Первого Московского медицинского института имени И. М. Сеченова, проректор по научной работе Первого ММИ им. И. М. Сеченова, ректор Государственного Центрального института физической культуры Госкомспорта СССР (1980—1986), директор Центрального НИИ медико-биологических проблем спорта, заместитель председателя исполкома Московского городского Совета депутатов трудящихся, первый заместитель председателя Советского, Международного фонда милосердия и здоровья, заведующий лабораторией проблем клинико-лабораторной диагностики НИИ общественного здоровья и управления здравоохранением Первого МГМУ им. И. М. Сеченова, член-корреспондент РАЕН.
За разработку и внедрение в медицинскую практику современных методов диагностики начальной стадии сердечной недостаточности, механизмов их развития, профилактики и лечения был в составе коллектива удостоен Государственной премии СССР в области науки и техники 1980 года.
Избирался народным депутатом СССР.
Умер в Москве в 2014 году.